# Anaxibie (Atride)
Pour les articles homonymes, voir Anaxibie.
Dans la mythologie grecque, Anaxibie (en grec ancien Ἀναξίβια / Anaxíbia) est une des Atrides.
Ce nom est cité à deux reprises dans le Catalogue des femmes : comme « Anaxibie aux bras de rose », elle est l'épouse de Nestor à qui elle donne de nombreux enfants ; dans un autre fragment, elle est la fille de Plisthène et Cléola, sœur d'Agamemnon et Ménélas. Il est difficile de savoir s'il s'agit de la même héroïne, une certaine confusion existant par la suite.
Ainsi Dictys concilie les deux fragments en la faisant fille de Plisthène et d'Érope et épouse de Nestor. Néanmoins chez Pausanias, si Anaxibie est bien « sœur d'Agamemnon » (sa parenté n'est pas citée), elle épouse Strophios (roi de Phocide) avec qui elle a un fils, Pylade ; même chose chez Hygin sous le nom d’Astyoché et dans des scholies à Euripide sous le nom de Cydragora. Ce schéma, qui relie Pylade aux Atrides, remonte au moins à l’Iphigénie en Tauride, où le héros est un petit-fils d'Atrée (ce qui supposerait donc que sa mère, qui n'est pas nommée, est fille d'Atrée et non de Plisthène comme dans les autres sources).
Chez Apollodore enfin, l'épouse de Nestor est fille de Cratiée (voir l'article Anaxibie fille de Cratiée) et aucune sœur n'est donnée à Agamemnon et Ménélas.